# Семерцидис, Валиас
Валиас Семерцидис (греч. Valias Semertzídes (18 февраля 1911 года, Екатеринодар, Россия — 1983 год, Афины) — греческий график и живописец.

## Биография
Родился 18 февраля 1911 года в Екатеринодаре (Краснодаре). По-русски он называл себя Валентином Лазаревичем. Русским языком он владел свободно. В 1923 году семья будущего художника переселилась в Грецию.
В шестнадцатилетнем возрасте Валиас принял участие в выставке художников-любителей. В 1928- 1935 годы он учился в Высшей школе изящных искусств в Афинах. До начала Второй мировой войны и оккупации Греции немецкими войсками в 1941 году молодой художник выставлял свои картины на выставках в Греции и за ее пределами.
Учителем Семерцидиса в школе изящных искусств был К. Парфенис. В 1910-х — 1920-х годах такие мастера как Парфенис совершили поворот к новому искусству, обратились к национальным идеям. Некоторые из учеников Парфениса пришли к абстракционизму. Валиас Семерцидис встал на позиции реализма.
В конце 20-х — первой половине 30-х годов (до реакционного переворота в августе 1936 года) в художественной жизни Греции сложилась относительно благоприятная обстановка. Это был период подъема искусства политической графики в коммунистической прессе. В 1928 и 1934 годах в Греции устраивались выставки советского искусства.
В 30-е годы образовалась группа революционных художников, создававших свои объединения. Деятельность Валиаса Семерцидиса была связана с обществом «Свободные художники» («Элевтерой калитехнес»), в которую входили сторонники реализма и народности в искусстве.

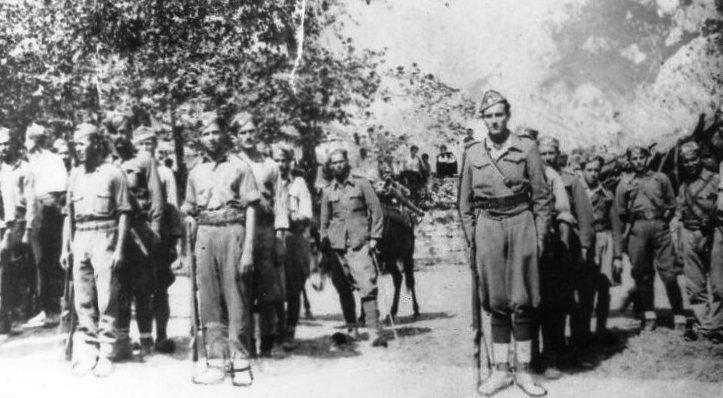
Бойцы Народно-освободительной армии ЭЛАС

Источником творчества Семерцидиса в этот период служит сама жизнь — человек и природа Греции. Его стиль того периода выглядит несколько неустойчивым. Наряду с сильными характерами в портретной живописи Семерцидиса тех лет встречаются и салонные мотивы. В пейзаже «Скалы в Эгалеосе» (1937) реальная природа предстает в романтически преображенном виде. В пейзажах художника порой присутствует декоративный эффект. В картине «Пахота» (1939), посвященной национальной теме, реальная жизнь трактуется в безмятежно-созерцательном духе.
В начале оккупации Греции в апреле 1941 года художник находился в Афинах. В это время он писал портреты, выполнял натурные рисунки, создавал картины и графические композиции. Созданный в 1942 году портрет художника Петридиса- художественный документ тяжелого для страны времени. Это непосредственное выражение чувств художника, вызванного стремлением посвятить свою жизнь борьбе за свободу своей страны.
В 1941— начале 1943 года Семерцидис создал серию работ, объединённую общим названием «Дети голода». К теме «детей голода» Семерцидис возвращался и в послевоенные годы, вновь и вновь отыскивая ее новые решения.
В 1943 году Валиас Семерцидис ушёл в партизанский отряд. Он сражался в рядах народно-освободительной армии (ЭЛАС), объединившей партизанские отряды.
В октябре 1944 года ЭЛАС освободила Грецию от фашистских захватчиков. В партизанском отряде он создал около 350 графических и живописных этюдов, в которых запечатлил борьбу народа за свободу. В годы Сопротивления его искусство стало искусством сражающимся, утверждающим силу и достоинство народа. Даже горные пейзажи Аграфы, где скрывались партизаны, наполнялись в работах художника динамичной внутренней силой.
Борьба народа Греции за свободу на долгие годы будет основной темой творчества Семерцидиса.

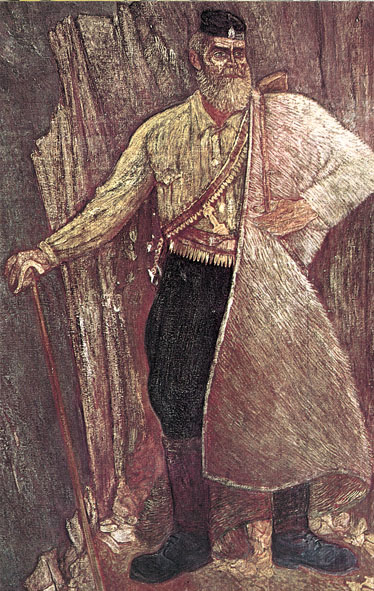
Партизан - 1944 г.

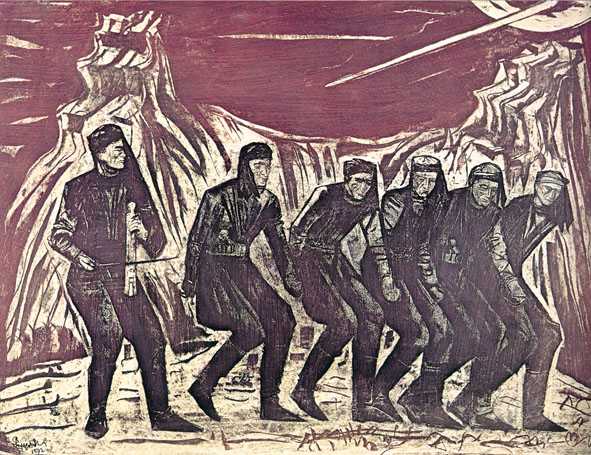
Пиррихион (военный танец) - 1972 г.

Художник возвращался к теме освободительной борьбы, и это во многом определялось непростой послевоенной политической историей Греции.
В середине 1940-х годов — в период широкого подъема демократического патриотического искусства, продолжившего и развившего опыт искусства Сопротивления, Семерцидис пишет большие портреты греческих партизан и горцев Аграфы. Героем этих картин становится народ, народная масса, включающая в себя множество характерных типов, объединённых едиными устремлениями. Выдвинутая Семерцидисом концепция многофигурной, «хоровой» картины — явление совершенно незнакомое в истории новой греческой живописи.
Политическая обстановка в Греции резко изменилась уже 1945 году с роспуском вооруженных сил ЭЛАС. После гражданской войны 1946—1949 годов на страну обрушился реакционный террор. Многие, в том числе и некоторые художники, оказались в концлагерях, часть эмигрировала из Греции. Те, кто остался на свободе, в полной мере испытали на себе тяготы нового режима.
В 1947—1957 годы Семерцидис смог только один раз устроить выставку своих картин.
Некоторые относительные сдвиги произошли в середине 1950-х годов. В 1957 году состоялась первая персональная выставка Семерцидиса.
В 1958 году в Афинах прошла выставка советской графики, в подготовке и проведении которой Валиас Семерцидис принял деятельное участие. С этого времени у него завязались дружеские связи с советскими художниками и искусствоведами.
В 1957—1967 годы Семерцидис много выступал на выставках в Греции и в других странах. Он был одним из организаторов и участников большой выставки современного греческого искусства в Москве.
1966 году в СССР состоялась персональная выставка Семерцидиса. Семерцидис в эти годы активно содействовал популяризации нового греческого искусства в СССР и советского искусства и искусствознания в Греции.
На рубеже 1950-х — 60-х годов искусство Греции было вовлечено в борьбу, охватившую многие страны мира, испытавшие в те годы напористую экспансию абстрактивизма. В неореализме как стилевом течении послевоенного времени наступает кризис. В 60-е годы слабые его сторонники теряют позиции, неустойчивые колеблются. Для Семерцидиса неореализм был определенной историко-художественной формой выражения идейных и творческих убеждений. Он и ему подобные неореалисты усиливают идейно-политическую направленность и драматизм своего творчества.
К 1962 году он завершил серию гравюр, названную им «Не забывайте!» (тема расстрела 1 мая 1944 года). Он изобразил концентрационные лагеря и расстрелянных оккупантами патриотов, создал образы героев Сопротивления («Нельсон Сукадзидис», 1944—1962). В 1966 году он создал серию гравюр «Вьетнам», оказывающих сильное эмоциональное воздействие на зрителя. Художник часто использует крупноплановые изображения своих героев.
Семерцидис написал несколько публицистических картин, которые являются прямым и непосредственным откликом на события политической жизни («Гнев и тревога», 1967, «Связанные. Новый период угнетения», 1973).
Картины, на которых художник запечатлил трудовые сцены (серии «Сборщиц маслин» (1970—1973 годы), «Ткачих» (1975), рабочий с пневмомолотом, крестьянка с мотыгой, картина «Крестьяне на машине» и снова многофигурная сцена сбора маслин и т. д.) рождались в 1970-е годы одна за другой.
В середине 60-х годов Семерцидис обратился к еще одной теме — к традиционному греческому танцу. Танец интересен художнику как акт сплочения людей, охваченных едиными (1966, 1972, 1973, 1976) переживаниями.
Скончался Валиас Семерцидис в 1983 году в Афинах.